# Vlkovce
Vlkovce (węg. Kiskuncfalva) – wieś (obec) w północnej Słowacji leżąca w powiecie Kieżmark, w kraju preszowskim. Pierwsza pisemna wzmianka o wsi pochodzi z 1268 roku.